# Antiblemma prisca
Antiblemma prisca là một loài bướm đêm trong họ Erebidae.